# 남아시아 축구 연맹 여자 선수권 대회
남아시아 축구 연맹 여자 선수권 대회 혹은 SAFF 여자 챔피언십(영어: SAFF Women's Championship, 벵골어: সাফ মহিলা চ্যাম্পিয়নশিপ)은 남아시아 축구 연맹(SAFF)에 가맹한 축구 협회(연맹)의 여자 축구 국가대표팀이 참가하는 국제 축구 대회로 이 대회는 2010년에 설립되었으며 동일한 성격의 남자부 대회로 남아시아 축구 선수권 대회가 있다.

## 역대 대회 결과
현재까지 남아시아 여자 선수권에서 정상에 오른 나라는 인도가 유일하며 5번의 대회에서 모두 우승컵을 들어올렸다.
| 연도/회차      | 개최국     | 우승       | 점수  | 준우승     | 3위                              | 점수                             | 4위                              |
| -------------- | ---------- | ---------- | ----- | ---------- | -------------------------------- | -------------------------------- | -------------------------------- |
| 2010년 (제1회) | 방글라데시 | 인도       | 1 - 0 | 네팔       | 방글라데시 & 파키스탄 공동 3위   | 방글라데시 & 파키스탄 공동 3위   | 방글라데시 & 파키스탄 공동 3위   |
| 2012년 (제2회) | 스리랑카   | 인도       | 3 - 1 | 네팔       | 스리랑카 & 아프가니스탄 공동 3위 | 스리랑카 & 아프가니스탄 공동 3위 | 스리랑카 & 아프가니스탄 공동 3위 |
| 2014년 (제3회) | 파키스탄   | 인도       | 6 - 0 | 네팔       | 방글라데시 & 스리랑카 공동 3위   | 방글라데시 & 스리랑카 공동 3위   | 방글라데시 & 스리랑카 공동 3위   |
| 2016년 (제4회) | 인도       | 인도       | 3 - 1 | 방글라데시 | 네팔 & 몰디브 공동 3위           | 네팔 & 몰디브 공동 3위           | 네팔 & 몰디브 공동 3위           |
| 2019년 (제5회) | 네팔       | 인도       | 3 - 1 | 네팔       | 스리랑카 & 방글라데시 공동 3위   | 스리랑카 & 방글라데시 공동 3위   | 스리랑카 & 방글라데시 공동 3위   |
| 2022년 (제5회) | 네팔       | 방글라데시 | 3 - 1 | 네팔       | 부탄 & 인도 공동 3위             | 부탄 & 인도 공동 3위             | 부탄 & 인도 공동 3위             |

## 국가별 참가 기록
| - 우승 - 준우승 - 3위 - 4위 | - 개최국 - † 초청국 |  |  |  |  |

| 대회국가     | 2010년 | 2012년 | 2014년 | 2016년 | 2018년 |
| ------------ | ------ | ------ | ------ | ------ | ------ |
| 네팔         | 준우승 | 준우승 | 준우승 | =3위   | ο      |
| 몰디브       | 5위    | 7위    | 6위    | =3위   | ο      |
| 방글라데시   | =3위   | 5위    | =3위   | 준우승 | ο      |
| 부탄         | 8위    | 8위    | 7위    | 7위    | ο      |
| 스리랑카     | 6위    | =3위   | =3위   | 5위    | ο      |
| 아프가니스탄 | 7위    | =3위   | 8위    | 6위    | ×      |
| 인도         | 우승   | 우승   | 우승   | 우승   | ο      |
| 파키스탄     | =3위   | 6위    | 5위    | ×      | ο      |

## 국가별 통산 성적
남아시아 여자 선수권에서의 국가별 통산 성적은 다음과 같다.
- 순위 기준: 승점 > 진출 횟수 > 최고 성적 > 골득실 > 다득점 > 승자승.
- 2016년 남아시아 여자 축구 선수권 대회까지의 결과를 포함한다.

| 순위 | 국가         | 진출 횟수 | 경기 | 승 | 무 | 패 | 득점 | 실점 | 득실차 | 승점 | 최고 성적  |
| ---- | ------------ | --------- | ---- | -- | -- | -- | ---- | ---- | ------ | ---- | ---------- |
| 1    | 인도         | 4회       | 19   | 18 | 1  | 0  | 120  | 5    | +115   | 55   | 우승 (4)   |
| 2    | 네팔         | 4회       | 19   | 15 | 0  | 4  | 91   | 14   | +77    | 45   | 준우승 (3) |
| 3    | 방글라데시   | 4회       | 15   | 7  | 1  | 7  | 36   | 25   | +11    | 22   | 준우승 (1) |
| 4    | 스리랑카     | 4회       | 14   | 5  | 1  | 8  | 16   | 34   | -18    | 16   | 3위 (2)    |
| 5    | 파키스탄     | 3회       | 10   | 4  | 0  | 6  | 13   | 38   | -25    | 12   | 3위 (1)    |
| 6    | 몰디브       | 4회       | 13   | 3  | 2  | 8  | 14   | 48   | -34    | 11   | 3위 (1)    |
| 7    | 아프가니스탄 | 4회       | 12   | 1  | 2  | 9  | 10   | 67   | -57    | 5    | 3위 (1)    |
| 8    | 부탄         | 4회       | 12   | 0  | 1  | 11 | 3    | 72   | -69    | 1    | 7위 (2)    |

## 같이 보기
아시아의 5대 지역 축구 선수권 대회
- 남아시아 축구 연맹(SAFF): 남아시아 축구 연맹 선수권 대회 / 남아시아 축구 연맹 여자 선수권 대회
- 동아시아 축구 연맹(EAFF): EAFF E-1 풋볼 챔피언십 / EAFF E-1 풋볼 챔피언십 (여자부)
- 서아시아 축구 연맹(WAFF): 서아시아 축구 연맹 선수권 대회 / 서아시아 축구 연맹 여자 선수권 대회
- 동남아시아 축구 연맹(AFF): 동남아시아 축구 연맹 선수권 대회 / 동남아시아 축구 연맹 여자 선수권 대회
- 중앙아시아 축구 연맹(CAFA): 중앙아시아 축구 연맹 선수권 대회 / 중앙아시아 축구 연맹 여자 선수권 대회